# Liste der österreichischen Botschafter in Spanien
Liste der österreichischen Botschafter in Spanien.

## Geschichte
Das Königreich Spanien wurde von 1580 bis 1640 in Personalunion mit dem Königreich Portugal durch die Dinastia Filipina, (Philipp II., Philipp III. und Philipp IV.) und bis 1700 von der Spanischen Linie des Hauses Habsburg regiert.
1720 erkannte Karl VI. mit Philipp V. die bourbonische Dynastie als Herrscher über Spanien an. 1869 erkannte Franz Joseph I. die Regierung von Marschall Francisco Serrano Domínguez und die von Amadeus I. an. 1871 erkannte Franz Joseph I. die Regierung von Francisco Serrano Domínguez an. 1874 erkannte Franz Joseph I. die Regierung von Alfons XII. an, mit dem die bourbonische Dynastie restauriert wurde.
Ab 1918 war der Amtssitz des österreichischen Botschafters in der Calle de Fortuny 1, ab 1968 in der Calle Nunez de Balboa 46 und befindet sich aktuell am Paseo de la Castellana 91, 9°, 28046 Madrid.

## Missionschefs

### Habsburgische Botschafter (bis 1804)
| Ernennung / Akkreditierung | Name                                      | Anmerkungen                                                                | ernannt von    | akkreditiert bei | Posten verlassen |
| -------------------------- | ----------------------------------------- | -------------------------------------------------------------------------- | -------------- | ---------------- | ---------------- |
| 1563                       | Adam von Dietrichstein                    |                                                                            | Ferdinand I.   | Philipp II.      | 1570             |
| 1572                       | Hans Graf Khevenhüller-Frankenburg        |                                                                            | Maximilian II. | Philipp II.      | 4. Mai 1606      |
| 1609                       | Franz Christoph von Khevenhüller          | Neffe von Hans                                                             | Rudolf II.     | Matthias         | 1623             |
| 1683                       | Heinrich Franz von Mansfeld               |                                                                            | Leopold I.     | Karl II.         | 1690             |
| 1689                       | Karl Ernst von Waldstein                  |                                                                            | Leopold I.     | Karl II.         | 1693             |
| 1697                       | Ferdinand Bonaventura I. von Harrach      |                                                                            | Leopold I.     | Karl II.         | 1698             |
| 1698                       | Aloys Thomas Raimund von Harrach          | Sohn von Ferdinand                                                         | Leopold I.     | Karl II.         | 1700             |
| 1700                       | Unterbrechung der Beziehungen             |                                                                            | Leopold I.     | Philipp V.       | 18. Juni 1725    |
| 18. Juni 1725              | Joseph Lothar von Königsegg-Rothenfels    | Botschafter                                                                | Karl VI.       | Ludwig I.        | 20. März 1730    |
| 20. März 1730              | Johann Stolte Johann Philipp Stoltius     | Gesandter                                                                  | Karl VI.       | Ludwig I.        | 3. März 1734     |
| 1734                       | Unterbrechung der Beziehungen             |                                                                            | Karl VI.       | Ludwig I.        | 17. Sep. 1751    |
| 17. Sep. 1751              | Georg Adam von Starhemberg                | Botschafter                                                                | Maria Theresia | Ferdinand VI.    | 14. März 1752    |
| 10. Apr. 1752              | Christoph Anton von Migazzi               |                                                                            | Maria Theresia | Ferdinand VI.    | 21. Juni 1756    |
| 21. Juni 1756              | Franz Xaver Wolfgang von Orsini-Rosenberg |                                                                            | Maria Theresia | Ferdinand VI.    | 7. Juni 1763     |
| 7. Juni 1763               | Franz Xaver Wolfgang von Orsini-Rosenberg | Botschafter                                                                | Maria Theresia | Karl III.        | 20. Juni 1765    |
| 1765                       | Adam von Lebzeltern                       | Gesandter                                                                  | Maria Theresia | Karl III.        |                  |
| 28. Jan. 1772              | August Anton Joseph von Lobkowitz         | Botschafter                                                                | Maria Theresia | Karl III.        | 27. März 1776    |
| 1776                       | Peter von Giusti Pietro Paolo Giusti      | Gesandter                                                                  | Maria Theresia | Karl III.        |                  |
| 7. Juli 1776               | Wenzel Anton Kaunitz                      | Botschafter                                                                | Maria Theresia | Karl III.        | 23. Mai 1780     |
| 23. Mai 1780               | Wenzel Anton Kaunitz                      | Botschafter                                                                | Joseph II.     | Karl III.        | 12. Sep. 1784    |
| 1784                       | Karl von Humburg                          | Gesandter                                                                  | Joseph II.     | Karl III.        |                  |
| 4. Dez. 1786               | Johann Friedrich von Kageneck             |                                                                            | Joseph II.     | Karl III.        | 4. März 1800     |
| 1800                       | Karl Andreoli                             | Gesandter, Legationssekretär der kaiserlichen Botschaftertschaft in Madrid | Franz II.      | Karl IV.         |                  |
| 30. Juli 1803              | Emmerich von Eltz                         | († 1844) Botschafter                                                       | Franz II.      | Karl IV.         | 2. Mai 1805      |

### k.k. Österreichische Botschafter (1804 bis 1867)
| Ernennung / Akkreditierung | Name                                   | Anmerkungen                                                                          | ernannt von     | akkreditiert bei | Posten verlassen |
| -------------------------- | -------------------------------------- | ------------------------------------------------------------------------------------ | --------------- | ---------------- | ---------------- |
| 2. Mai 1805                | Karl Andreoli                          | Gesandter                                                                            | Franz II.       | Karl IV.         | 29. Aug. 1809    |
| 29. Aug. 1806              | Wilhelm von Genotte                    | Gesandter                                                                            | Franz II.       | Karl IV.         | 26. Nov. 1809    |
| 26. Nov. 1809              | Unterbrechung der Beziehungen          |                                                                                      | Franz II.       | Ferdinand VII.   | 9. Jan. 1814     |
| 9. Jan. 1814               | Wilhelm von Genotte                    | Gesandter                                                                            | Franz II.       | Ferdinand VII.   | 28. Dez. 1815    |
| 28. Dez. 1815              | Alois von Kaunitz-Rietberg-Questenberg | Botschafter (* 20. Januar 1774; † 1848 in Paris)                                     | Franz II.       | Ferdinand VII.   | 22. Jan. 1817    |
| 22. Jan. 1817              | Johann von Provost                     | Gesandter                                                                            | Franz II.       | Ferdinand VII.   | 17. Jan. 1819    |
| 17. Jan. 1819              | Lazar von Brunetti                     | Gesandter                                                                            | Franz II.       | Ferdinand VII.   | 16. Jan. 1823    |
| 16. März 1834              | Johann von Reymond                     | Gesandter                                                                            | Franz II.       | Isabella II.     | 30. Sep. 1836    |
| 30. Sep. 1836              | Posten unbesetzt                       |                                                                                      | Ferdinand I.    | Isabella II.     | 2. Nov. 1848     |
| 2. Nov. 1848               | Johann von Reymond                     | Gesandter                                                                            | Franz Joseph I. | Isabella II.     | 25. Jan. 1849    |
| 25. Jan. 1849              | Georg von Esterházy                    | (* 14. Juli 1811; † 24. Juni 1856 in Berlin) 30. April 1855 Gesandten Berlin ernannt | Franz Joseph I. | Isabella II.     | 23. Aug. 1855    |
| 1855                       | Isfordnik von Kostnitz Gobert          | Gesandter                                                                            | Franz Joseph I. | Isabella II.     |                  |
| 19. Apr. 1856              | Albert von Crivelli                    |                                                                                      | Franz Joseph I. | Isabella II.     | 13. Dez. 1867    |

### k.u.k. Österreich-ungarische Botschafter (1867 bis 1918)
| Ernennung / Akkreditierung | Name                               | Anmerkungen                                                               | ernannt von     | akkreditiert bei            | Posten verlassen |
| -------------------------- | ---------------------------------- | ------------------------------------------------------------------------- | --------------- | --------------------------- | ---------------- |
| 13. Dez. 1867              | Karl von Jäger                     | Gesandter                                                                 | Franz Joseph I. | Isabella II.                | 9. Aug. 1868     |
| 9. Aug. 1868               | Eduard von Lago                    | Gesandter (* 1823)                                                        | Franz Joseph I. | Francisco Serrano Domínguez | 20. Feb. 1869    |
| 20. Feb. 1869              | Ladislaus von Karnicki von Karnice | (* 1820; † 1883)                                                          | Franz Joseph I. | Francisco Serrano Domínguez | 20. Nov. 1871    |
| 10. Dez. 1871              | Boguslaw Chotek von Chotkow        |                                                                           | Franz Joseph I. | Amadeus I.                  | 2. Juni 1872     |
| 1872                       | Otto von Mayer von Gravenegg       | Gesandter                                                                 | Franz Joseph I. | Amadeus I.                  |                  |
| 12. Sep. 1874              | Emanuel von Ludolf                 | (* 1823 in Linz; † 1898 in Vercelli Piemont)                              | Franz Joseph I. | Francisco Serrano Domínguez | 25. Mai 1882     |
| 25. Mai 1882               | Viktor Dubský von Třebomyslice     | (* 1834; † 1914)                                                          | Franz Joseph I. | Alfons XII.                 | 16. Jan. 1888    |
| 16. Jan. 1888              | Viktor Dubský von Třebomyslice     | Botschafter                                                               | Franz Joseph I. | Alfons XIII.                | 10. Dez. 1903    |
| 10. Dez. 1903              | Rudolf von Welserheimb             | Botschafter                                                               | Franz Joseph I. | Alfons XIII.                | 23. Jan. 1911    |
| 23. Jan. 1911              | Christoph von Wydenbruck           | (* 5. Februar 1856 in Wien; † 4. Oktober 1917 in Reichenhall) Botschafter | Franz Joseph I. | Alfons XIII.                | 18. Juni 1913    |
| 1913                       | Hans von Wagner                    | Gesandter                                                                 | Franz Joseph I. | Alfons XIII.                |                  |
| 8. Okt. 1913               | Karl Emil Prinz zu Fürstenberg     | Botschafter (* 1867 in Prag; † 1945 in Strobl)                            | Franz Joseph I. | Alfons XIII.                | 11. Nov. 1918    |

### Österreichische Botschafter (seit 1919)
Gesandte der Ersten Republik (1925 bis 1938) und Botschafter der Zweiten Republik (seit 1956).
| Ernennung / Akkreditierung | Name                          | Anmerkungen                                                      | ernannt von       | akkreditiert bei | Posten verlassen |
| -------------------------- | ----------------------------- | ---------------------------------------------------------------- | ----------------- | ---------------- | ---------------- |
| 14. Juni 1925              | Alfred Grünberger             | a.o. Gesandter und bev. Minister Österreichs in Paris und Madrid | Rudolf Ramek      | Alfons XIII.     | 1932             |
| 29. Mai 1933               | Otto Günther                  | a.o. Gesandter und bev. Minister Österreichs in Paris und Madrid | Engelbert Dollfuß | Manuel Azaña     | März 1938        |
| 1938                       | Unterbrechung der Beziehungen |                                                                  |                   |                  | 1945             |
| 14. Juni 1956              | Clemens Wildner               | (* 25. Dezember 1892 in Reichenberg; † 1965)                     | Julius Raab       | Francisco Franco | 1957             |
| 14. Feb. 1958              | Erich Filz                    |                                                                  | Julius Raab       | Francisco Franco |                  |
| 1961                       | Karl Gruber                   |                                                                  | Alfons Gorbach    | Francisco Franco | 1966             |
| 1966                       | Heinz Standenat               |                                                                  | Josef Klaus       | Francisco Franco | 1968             |
| 8. Nov. 1968               | Wolfgang Höller               |                                                                  | Josef Klaus       | Francisco Franco | 1974             |
| 1977                       | Gerald Hinteregger            |                                                                  | Bruno Kreisky     | Juan Carlos I.   |                  |
| 1979                       | Wolfgang Schallenberg         |                                                                  | Bruno Kreisky     | Juan Carlos I.   | 1981             |
| 1984                       | Gerhard Gmoser                | (* 1925)                                                         | Fred Sinowatz     | Juan Carlos I.   |                  |
| 14. Mai 1986               | Otto Maschke                  |                                                                  | Franz Vranitzky   | Juan Carlos I.   | 1987             |
| 1991                       | Michael Fitz                  |                                                                  | Franz Vranitzky   | Juan Carlos I.   |                  |
| 1995                       | Richard Wotava                |                                                                  | Franz Vranitzky   | Juan Carlos I.   | 1998             |
| 2011                       | Rudolf Lennkh                 |                                                                  | Werner Faymann    | Juan Carlos I.   | 19. Aug. 2013    |
| 15. Jan. 2014              | Peter Huber                   | [ 3 ]                                                            | Werner Faymann    | Juan Carlos I.   | 1. Nov. 2017     |
| 5. Apr. 2018               | Christian Ebner               | [ 4 ]                                                            | Sebastian Kurz    | Felipe VI.       |                  |